# Westport, Connecticut
Westport este un oraș costal de origine colonială, situat de-a lungul Long Island Sound în comitatul Fairfield, Connecticut, la 76 km nord-est de New York City în Statele Unite ale Americii. Orașul avea o populație de 26.391 de locuitori potrivit recensământului din 2010, iar în 2008 s-a clasat pe locul 10 în topul celor mai bogate orașe din SUA cu o populație între 20.000 și 65.000 de locuitori și pe locul 2 în stat.

## Personalități
Printre numeroșii actori, cântăreți și alți artiști celebri care au trăit în oraș este Paul Newman, care a locuit în Westport din 1960 și până la moartea sa în anul 2008. Fala (1940-1952), câinele președintelui Franklin D. Roosevelt, a fost un cadou de Crăciun primit de la dna Augustus G. Kellogg, locuitoare a orașului.
Actrița Gene Tierney a crescut la Greens Farms.
Martha Stewart a locuit, de asemenea, în Westport pe proprietatea istorică Turkey Hill. Saint Jean Donovan, o misionară romano-catolică laică martirizată în El Salvador în 1980, a crescut în Westport și a absolvit liceul Staples. Ea este onorat în litania sfinților de către Federația Luterană Mondială și de Comunitatea Anglicană.

## Orașe înfrățite
Westport are în prezent trei orașe surori:
- Marigny, Franța
- St. Petersburg, Rusia
- Yangzhou, Republica Populară Chineză